# Тереле
Терѐле (на италиански: Terelle) е село и община в Централна Италия, провинция Фрозиноне, регион Лацио. Разположено е на 905 m надморска височина. Населението на общината е 487 души (към 2010 г.).